# 新格拉納達共和國
新格拉纳达共和国（西班牙語：República de Nueva Granada）是一个中央集权的统一共和国，其领土主要由今天的哥伦比亚和巴拿马组成，还包括今天的尼加拉瓜、哥斯达黎加、厄瓜多尔、委内瑞拉、秘鲁和巴西的一小部分。1830年，随着厄瓜多尔（基多、瓜亚基尔市和阿祖伊）及委内瑞拉（与奥里诺科河、阿普雷和祖里亚）的独立，大哥伦比亚共和国解体，并成立了宪法法院。1831年11月，随着新宪法的通过，这个国家被正式更名为新格拉纳达共和国，但在建国时没有官方货币、肖像、纹章或旗帜。